# 契卡洛夫斯克
56°46′N 43°15′E / 56.767°N 43.250°E
契卡洛夫斯克（俄语：Чка́ловск）是俄羅斯下諾夫哥羅德州西部的一個城市、契卡洛夫斯基縣縣治。位於伏爾加河右岸、跟下諾夫哥羅德95公里。2002年人口13,856人。
12世紀建立，1937年改為今名，以紀念蘇聯航空員瓦列里·契卡洛夫。1955年設市。